# Ad-Dunya al-Musawwara
Die arabischsprachige Zeitschrift ad-Dunya al-Musawwara (arabisch الدنيا المصوّرة, DMG ad-Dunyā 'l-Muṣawwara ‚Die Bilderwelt‘) erschien von 1929 bis 1932 in Kairo. Sie wurde von dem bekannten Verlag Dar al-Hilal herausgegeben, der unter anderem auch für die Publikationen von Al-Fukaha, Kull Schay’ und al-Musawwar verantwortlich war. Es existieren sieben Jahrgänge mit 228 Ausgaben, die wöchentlich erschienen.
Die Besonderheit dieser Zeitschrift war nicht unbedingt ihre inhaltliche Ausrichtung auf ägyptische und internationale Ereignisse, sondern vielmehr die Illustrationen, mit denen ein kultureller Fokus verfolgt wurde. Zahlreiche Cartoons, Fotografien und hochwertige Illustrationen vergrößerten die Leserschaft enorm, auch unter Analphabeten. Im Zuge dieser neuartigen Phase der ägyptischen Presselandschaft griff ad-Dunya al-Musawwara neue Themen, wie Mode, Sport, Kultur und Tourismus auf und bot damals populären Produkten eine große Werbeplattform.